# شركة الألومنيوم الصينية المحدودة
شركة الألمنيوم الصينية المحدودة (والمعروفة باسم تشالكو) ، هي شركة صينية مدرجة في بورصة هونغ كونغ وفي بورصة نيويورك. شركة ألمنيوم متعددة الجنسيات ومقرها في بكين ، جمهورية الصين الشعبية . وهي ثاني أكبر منتج للألومينا في العالم وثالث أكبر منتج للألمنيوم الأساسي (وأكبر منتج في الصين).
تعمل تشاينالكو بشكل أساسي في استخراج أكسيد الألومنيوم والتحليل الكهربائي للألمنيوم البكر ومعالجة وإنتاج الألمنيوم بالإضافة إلى التجارة والخدمات الهندسية والفنية التجارية.
إدراجها الرئيسي في بورصة شنغهاي وهي مكونة لمؤشر SSE 180 . لديها الثانوية في الإدراج في بورصة هونج كونج وبورصة نيويورك .
المساهم الرئيسي في الشركة كان شركة الألمنيوم الصينية المعروفة باسم تشاينالكو ، و هي مؤسسة مملوكة للدولة الصينية .

## روابط خارجية
- الموقع الرسمي
- الموقع الرسمي